# Lastras del Pozo
Lastras del Pozo er en by og kommune i det centrale Spanien i provinsen Segovia. Den har et indbyggertal på 64 (2024) indbyggere.